# Canada Masters
Canada Masters, de asemenea, cunoscut sub numele de Canadian Open, Rogers Masters sau Cupa Rogers este un turneu anual de tenis care are loc în Canada. Este al doilea turneu ca vechime din lume, după Wimbledon, fiind inaugurat în anul 1881. Competiția masculină este un eveniment Masters 1000 în circuitul ATP, iar competiția feminină este un turneu WTA 1000 în circuitul WTA. Turneul se joacă pe terenuri cu suprafață dură, în aer liber.
Înainte de 2011, competiția masculină și cea feminină aveau loc în săptămâni separate în perioada iulie-august; acum cele două competiții se desfășoară în aceeași săptămână din august. Evenimentele alternează de la an la an între orașele Montreal și Toronto. Începând cu 2021, în anii pari, turneul masculin se desfășoară la Montreal, în timp ce turneul feminin se desfășoară la Toronto și invers în anii impari. Turneul de la Toronto are loc la Centrul Aviva iar cel de la Montreal are loc la Stadionul IGA.

## Istoric
Primul turneu de tenis masculin a avut loc în a doua jumătate a lunii iulie 1881 la Toronto Lawn Tennis Club, devenind cel mai vechi turneu din America. În acest sens, turneul a început cu o lună înaintea turneului inaugural din septembrie, Campionatul Național al SUA din 1881. Turneul feminin a debutat în 1892.
Înainte de era deschisă care datează din sezonul 1968, turneul a fost numit Campionatul Național Canadian. Între 1972–1975 și 1978–1989, a avut loc pe circuitul Grand Prix, ca parte a categoriei Grand Prix Super Series. Din 1990, s-a alăturat circuitului consacrat ATP Tour, și anume seria Masters jucată de-a lungul anilor sub diferite nume. Secția feminină a fost integrată în categoria Tier II pe circuitul WTA Tour în 1988 și după doi ani a avansat la nivelul calitativ superior Tier I. După reconstituirea categoriilor din 2009, a fost inclusă în nou-înființatul WTA Premier 5.
Companiile din industria tutunului au devenit principalii parteneri, fapt pentru care organizatorii au fost criticați. În anii 1970, acesta era Rothmans Internationa , care a fost înlocuit de Player's Limited în anii 1980. Sponsorizarea a continuat chiar dacă Canada a interzis formele tradiționale de sponsorizare de către companiile de tutun prin legea federală în 1988. În 1993, compania de tutun Matinée Ltd. a intrat în turneu, concentrându-se pe produse pentru femei. În perioada 1996–2000, evenimentul a fost sponsorizat de producătorul de țigări du Maurier. La 14 august 2000, Asociația Canadiană de Tenis a semnat un contract cu un nou partener, care a devenit sponsorul turneului feminin, Rogers/AT&T, și care din 2005 a devenit și sponsorul turneului masculin.
Până în sezonul 1978, turneul se juca pe terenuri cu zgură înainte de trecerea la suprafețe dure. Până în 1980 turneele masculine și feminine se desfășurau împreună la Centrul Național de Tenis din Toronto. În sezonul următor, bărbații s-au mutat pentru prima dată la Jarry Park Stadium din Montréal. Ca parte a rotației, turneul a fost jucat de femei pentru prima dată în clubul din Montreal în 1982. Fiind ținut în luna august, înainte de US Open, acest lucru a dus la retragerea repetată a jucătoarelor de top, printre care Venus și Serena Williams sau Maria Șarapova, care au preferat să se odihnească înainte de Grand Slam. Această abordare a fost redusă de noile reguli din 2009, care impuneau membrilor primilor zece jucători mondiali din clasamentul final al sezonului precedent să participe la cel puțin patru turnee Premier 5 sub amenințarea cu penalizări și pierderi de puncte. Astfel, nouăsprezece membri din top-20 au participat la Cupa Rogers 2009.

## Rezultate

### Simplu masculin

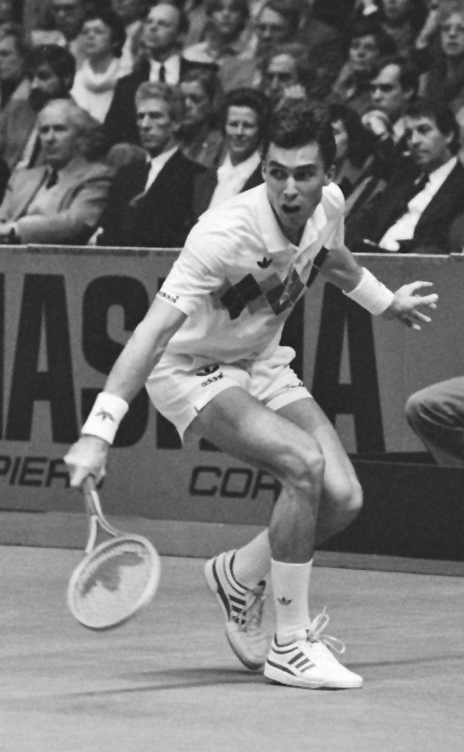
Ivan Lendl a câștigat șase titluri la simplu masculin, mai mult decât oricare altul.

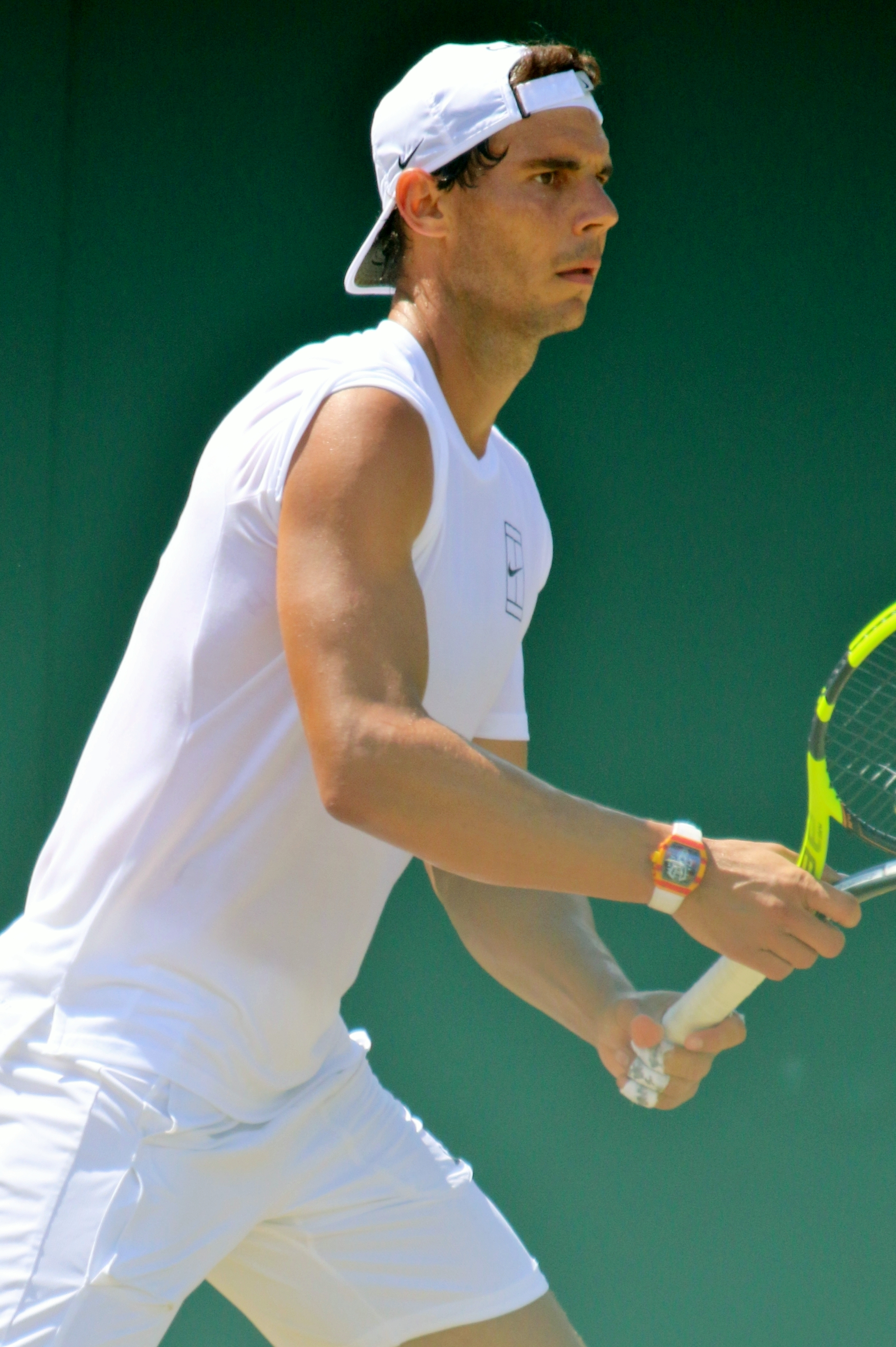
Rafael Nadal a câștigat cinci titluri la simplu masculin.

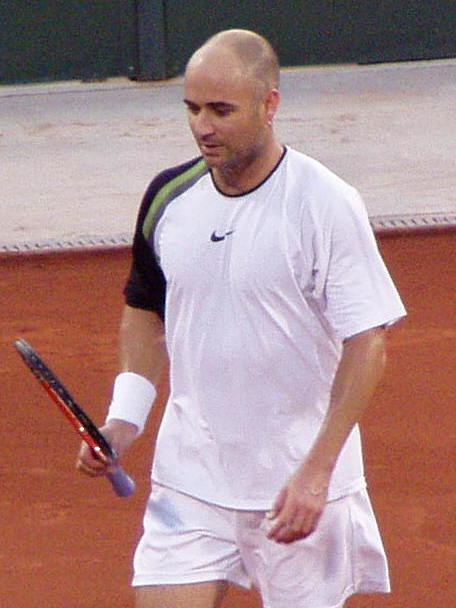
Andre Agassi a câștigat cinci titluri la simplu masculin.

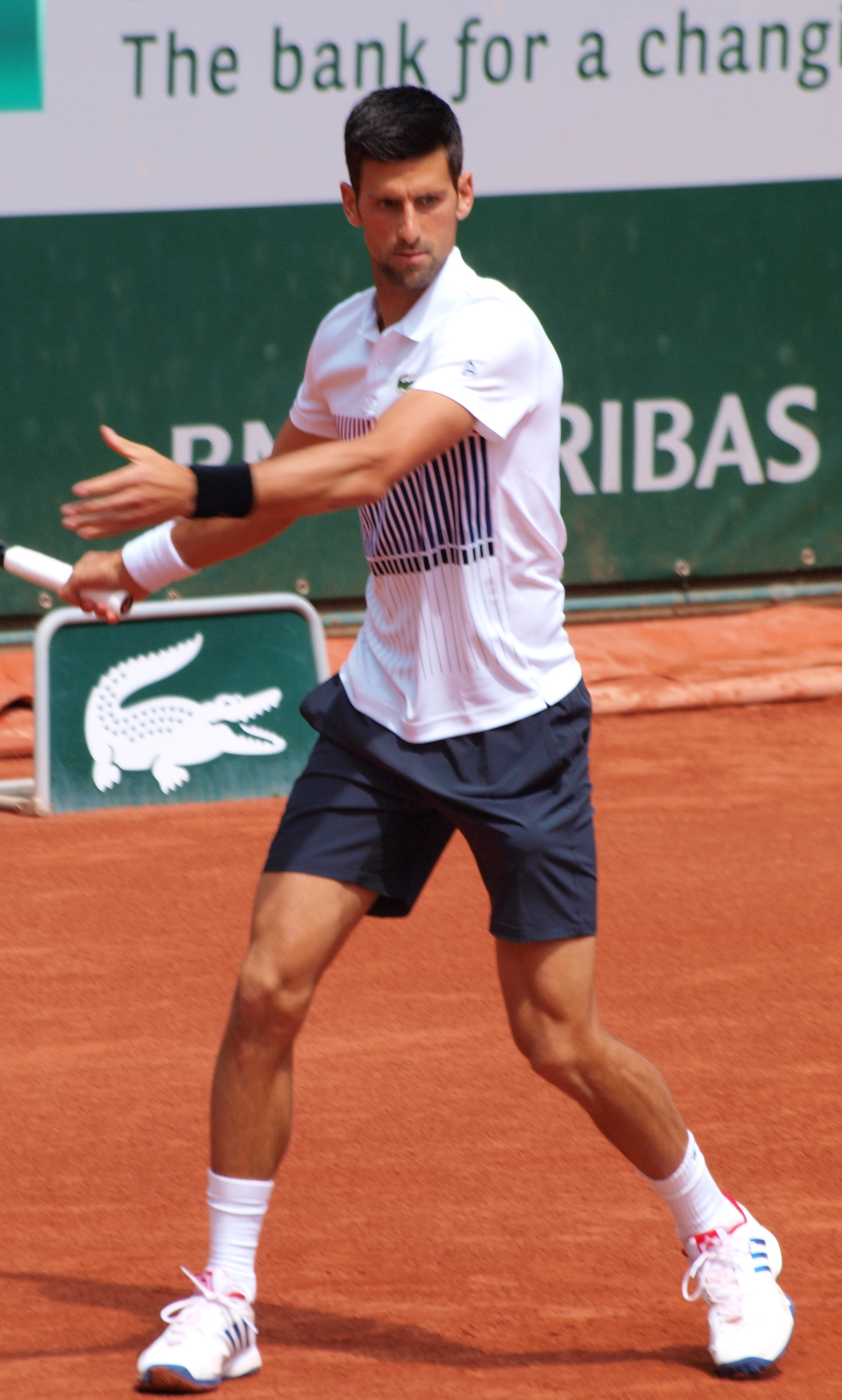
Novak Djokovic a câștigat patru titluri la simplu masculin.

| An           | Campion                                            | Finalist                                           | Scor                                               |
| ------------ | -------------------------------------------------- | -------------------------------------------------- | -------------------------------------------------- |
| 1881         | Isidore F. Hellmuth                                | W.H. Young                                         | 6–2, 6–2                                           |
| 1882         | Harry D. Gamble                                    | Isidore F. Hellmuth                                | 6–2, 6–3, 6–2                                      |
| 1883         | Charles H. Farnum                                  | Charles Smith Hyman                                | 6–3, 6–3, 0–6, 6–0                                 |
| 1884         | Charles Smith Hyman                                | Alexander C. Galt                                  | 8–6, 6–8, 4–6, 6–4, 6–2                            |
| 1885         | Joseph S. Clark                                    | Isidore F. Hellmuth                                | 6–3, 3–6, 6–1, 6–2                                 |
| 1886         | Charles Smith Hyman (2)                            | Isidore F. Hellmuth                                | 6–4, 6–4, 1–6, 4–6, 6–4                            |
| 1887         | Charles Smith Hyman (3)                            | Lawrence H. Baldwin                                | 6–0, 6–3, 6–3                                      |
| 1888         | Charles Smith Hyman (4)                            | R.O.S. Wood                                        | 7–5, 8–6, 6–4                                      |
| 1889         | Charles Smith Hyman (5)                            | Andrew E. Plummer                                  | 6–4, 7–5, 6–4                                      |
| 1890         | Edward E. Tanner                                   | Oliver R. Macklem                                  | 6–4, 6–3, 6–2                                      |
| 1891         | Fred S. Mansfield                                  | Edward E. Tanner                                   | 6–1, 6–1, 6–1                                      |
| 1892         | Fred Hovey                                         | Henry G. Bixby                                     | 6–2, 6–0, 1–6, 6–1                                 |
| 1893         | Harry E. Avery                                     | Henry Gordon Mackenzie                             | 4–6, 4–6, 6–3, 6–1, 6–3                            |
| 1894         | Robert W. Pardo Matthews                           | Harry E. Avery                                     | 3–6, 6–0, 2–6, 6–4, 6–2                            |
| 1895         | William Larned                                     | Arthur E. Foote                                    | 6–1, 6–4, 6–2                                      |
| 1896         | Robert Wrenn                                       | Edwin P. Fischer                                   | 6–1, 6–3, 7–5                                      |
| 1897         | Leo Ware                                           | Edwin P. Fischer                                   | 8–6, 6–1, 6–3                                      |
| 1898         | Leo Ware (2)                                       | Malcolm D. Whitman                                 | 6–8, 6–2, 6–4, 6–2                                 |
| 1899         | Malcolm D. Whitman                                 | Leo Ware                                           | 6–2, 6–3, 6–4                                      |
| 1900         | Malcolm D. Whitman (2)                             | William Larned                                     | 7–5, 3–6, 6–3, 1–6, 7–5                            |
| 1901         | William Larned (2)                                 | Beals Wright                                       | 6–4, 6–4, 6–2                                      |
| 1902         | Beals Wright                                       | Irving Wright                                      | 6–3, 6–3, 3–6, 6–1                                 |
| 1903         | Beals Wright (2)                                   | Edgar Leonard                                      | 8–6, 6–3, 6–4                                      |
| 1904         | Beals Wright (3)                                   | Louis Harry Waidner                                | 6–1, 6–2, 6–3                                      |
| 1905         | Nu s-a desfășurat                                  | Nu s-a desfășurat                                  | Nu s-a desfășurat                                  |
| 1906         | Irving Wright                                      | Edwin P. Fischer                                   | 6–1, 6–3, 6–1                                      |
| 1907         | James F. Foulkes                                   | Ralph Burns                                        | 6–3, 6–8, 6–3, 6–4                                 |
| 1908         | Thomas Y. Sherwell                                 | James F. Foulkes                                   | 6–4, 6–1, 6–2                                      |
| 1909         | James F. Foulkes (2)                               |                                                    |                                                    |
| 1910         | James F. Foulkes (3)                               | Robert Baird                                       | 2–6, 6–1, 6–2, 4-6, 6–2                            |
| 1911         | Bernhard P. Schwengers                             | Robert Baird                                       | 13–11, 6–2, 6–4                                    |
| 1912         | Bernhard P. Schwengers (2)                         | Joseph C. Tyler                                    | 6–2, 3–6, 6–3, 7-5                                 |
| 1913         | Robert Baird                                       | Ralph Burns                                        | 6–2, 6–0, 4–6, 6–1                                 |
| 1914         | Thomas Y. Sherwell (2)                             | Robert Baird                                       | 4–6, 6–2, 6–3, 6–3                                 |
| 1915         | Anulat din cauza Primului Război Mondial           | Anulat din cauza Primului Război Mondial           | Anulat din cauza Primului Război Mondial           |
| 1916         | Anulat din cauza Primului Război Mondial           | Anulat din cauza Primului Război Mondial           | Anulat din cauza Primului Război Mondial           |
| 1917         | Anulat din cauza Primului Război Mondial           | Anulat din cauza Primului Război Mondial           | Anulat din cauza Primului Război Mondial           |
| 1918         | Anulat din cauza Primului Război Mondial           | Anulat din cauza Primului Război Mondial           | Anulat din cauza Primului Război Mondial           |
| 1919         | Seiichiro Kashio                                   | Walter Wesbrook                                    | 3–6, 6–3, 6–1, 11–9                                |
| 1920         | Paul Bennett                                       | William Leroy Rennie                               | 6–3, 7–5, 6–4                                      |
| 1921         | Wallace J. Bates                                   | Edmund Levy                                        | 4–6, 6–4, 6–2, 6–3                                 |
| 1922         | Frank Anderson                                     | Robert Baird                                       | 6–3, 6–4, 6–3                                      |
| 1923         | William Leroy Rennie                               | W.H. Richards                                      | 6–2, 6–3, 6–3                                      |
| 1924         | George Lott                                        | Cyril Andrewes                                     | 6–3, 7–5, 6–1                                      |
| 1925         | Willard F. Crocker                                 | Wallace Scott                                      | 4–6, 7–5, 18–16, 6–2                               |
| 1926         | Leon De Turenne                                    | Wallace Scott                                      | 6–4, 6–3, 6–0                                      |
| 1927         | Jack Wright                                        | Leon De Turenne                                    | 7–5, 8–6, 6–3                                      |
| 1928         | Wilmer Allison                                     | John Van Ryn                                       | 6–2, 6–4, 6–3                                      |
| 1929         | Jack Wright (2)                                    | Frank Shields                                      | 6–4, 6–4, 1–6, 7–5                                 |
| 1930         | George Lyttleton-Rogers                            | Gilbert Nunns                                      | 6–4, 8–6, 6–8, 9–7                                 |
| 1931         | Jack Wright (3)                                    | Gilbert Nunns                                      | 6–3, 6–4, 6–2                                      |
| 1932         | Frank Parker                                       | George Lott                                        | 2–6, 6–1, 7–5, 6–2                                 |
| 1933         | John Murio                                         | Walter Martin                                      | 6–3, 4–6, 4–6, 6–2, 6–2                            |
| 1934         | Marcel Rainville                                   | Harold Surface                                     | 6–4, 7–5, 6–0                                      |
| 1935         | Eugène Smith                                       | Richard Bennett                                    | 8–6, 6–2, 7–5                                      |
| 1936         | Jack Tidball                                       | John Murio                                         | 8–6, 6–2, 6–2                                      |
| 1937         | Walter Senior                                      | Robert Murray                                      | 2–6, 6–2, 6–3, 3–6, 6–2                            |
| 1938         | Frank Parker (2)                                   | Wilmer Allison                                     | 6–2, 6–2, 9–7                                      |
| 1939         | P. Morley Lewis                                    | Robert Madden                                      | 6–2, 6–2, 6–3                                      |
| 1940         | Donald McDiarmid                                   | Lewis Duff                                         | 6–1, 7–5, 6–2                                      |
| 1941         | Anulat din cauza celui de-Al Doilea Război Mondial | Anulat din cauza celui de-Al Doilea Război Mondial | Anulat din cauza celui de-Al Doilea Război Mondial |
| 1942         | Anulat din cauza celui de-Al Doilea Război Mondial | Anulat din cauza celui de-Al Doilea Război Mondial | Anulat din cauza celui de-Al Doilea Război Mondial |
| 1943         | Anulat din cauza celui de-Al Doilea Război Mondial | Anulat din cauza celui de-Al Doilea Război Mondial | Anulat din cauza celui de-Al Doilea Război Mondial |
| 1944         | Anulat din cauza celui de-Al Doilea Război Mondial | Anulat din cauza celui de-Al Doilea Război Mondial | Anulat din cauza celui de-Al Doilea Război Mondial |
| 1945         | Anulat din cauza celui de-Al Doilea Război Mondial | Anulat din cauza celui de-Al Doilea Război Mondial | Anulat din cauza celui de-Al Doilea Război Mondial |
| 1946         | P. Morley Lewis (2)                                | Donald McDiarmid                                   | 2–6, 8–6, 6–4, 6–4                                 |
| 1947         | Jimmy Evert                                        | Emery Neale                                        | 2–6, 6–3, 5–7, 6–1, 6–2                            |
| 1948         | William Tully                                      | Henri Rochon                                       | 6–4, 7–5, 6–0                                      |
| 1949         | Henri Rochon                                       | Lorne Main                                         | 6–3, 6–4, 4–6, 6–2                                 |
| 1950         | Brendan Macken                                     | Henri Rochon                                       | 6–0, 6–0, 6–3                                      |
| 1951         | Tony Vincent                                       | Seymour Greenberg                                  | 7–9, 7–5, 7–5, 6–2                                 |
| 1952         | Richard Savitt                                     | Kurt Nielsen                                       | 6–1, 6–0, 6–1                                      |
| 1953         | Mervyn Rose                                        | Rex Hartwig                                        | 6–3, 6–4, 6–2                                      |
| 1954         | Bernard Bartzen                                    | Kosei Kamo                                         | 6–4, 6–0, 6–3                                      |
| 1955         | Robert Bédard                                      | Henri Rochon                                       | 8–6, 6–2, 6–1                                      |
| 1956         | Noel Brown                                         | Donald Fontana                                     | 6–0, 2–6, 6–3, 6–3                                 |
| 1957         | Robert Bédard (2)                                  | Ramanathan Krishnan                                | 6–1, 1–6, 6–2, 6–4                                 |
| 1958         | Robert Bédard (3)                                  | Whitney Reed                                       | 6–0, 6–3, 6–3                                      |
| 1959         | Reynaldo Garrido                                   | Orlando H. Garrido                                 | 6–4, 1–6, 6–4, 6–1                                 |
| 1960         | Ladislav Legenstein                                | Warren Woodcock                                    | 6–2, 6–2, 7–5                                      |
| 1961         | Whitney Reed                                       | Mike Sangster                                      | 3–6, 6–0, 6–4, 6–2                                 |
| 1962         | Juan Manuel Couder                                 | Sean Frost                                         | 6–3, 6–4, 6–3                                      |
| 1963         | Whitney Reed (2)                                   | Kyle Carpenter                                     | 6–2, 6–4, 6–4                                      |
| 1964         | Roy Emerson                                        | Fred Stolle                                        | 2–6, 4–6, 6–4, 6–3, 6–4                            |
| 1965         | Ronald Holmberg                                    | Lester Sack                                        | 4–6, 4–6, 6–4, 6–2, 6–2                            |
| 1966         | Allen Fox                                          | Allan Stone                                        | 6–4, 6–4, 6–3                                      |
| 1967         | Manuel Santana                                     | Roy Emerson                                        | 6–1, 10–8, 6–4                                     |
| ↓ Era Open ↓ |                                                    |                                                    |                                                    |
| 1968         | Ramanathan Krishnan                                | Torben Ulrich                                      | 6–3, 6–0, 7–5                                      |
| 1969         | Cliff Richey                                       | Earl Butch Buchholz                                | 6–4, 5–7, 6–4, 6–0                                 |
| 1970         | Rod Laver                                          | Roger Taylor                                       | 6–0, 4–6, 6–3                                      |
| 1971         | John Newcombe                                      | Tom Okker                                          | 7–6, 3–6, 6–2, 7–6                                 |
| 1972         | Ilie Năstase                                       | Andrew Pattison                                    | 6–4, 6–3                                           |
| 1973         | Tom Okker                                          | Manuel Orantes                                     | 6–3, 6–2, 6–1                                      |
| 1974         | Guillermo Vilas                                    | Manuel Orantes                                     | 6–4, 6–2, 6–3                                      |
| 1975         | Manuel Orantes                                     | Ilie Năstase                                       | 7–6(7–4), 6–0, 6–1                                 |
| 1976         | Guillermo Vilas (2)                                | Wojtek Fibak                                       | 6–4, 7–6, 6–2                                      |
| 1977         | Jeff Borowiak                                      | Jaime Fillol                                       | 6–0, 6–1                                           |
| 1978         | Eddie Dibbs                                        | José Luis Clerc                                    | 5–7, 6–4, 6–1                                      |
| 1979         | Björn Borg                                         | John McEnroe                                       | 6–3, 6–3                                           |
| 1980         | Ivan Lendl                                         | Björn Borg                                         | 4–6, 5–4 (ret.)                                    |
| 1981         | Ivan Lendl (2)                                     | Eliot Teltscher                                    | 6–3, 6–2                                           |
| 1982         | Vitas Gerulaitis                                   | Ivan Lendl                                         | 4–6, 6–1, 6–3                                      |
| 1983         | Ivan Lendl (3)                                     | Anders Järryd                                      | 6–2, 6–2                                           |
| 1984         | John McEnroe                                       | Vitas Gerulaitis                                   | 6–0, 6–3                                           |
| 1985         | John McEnroe (2)                                   | Ivan Lendl                                         | 7–5, 6–3                                           |
| 1986         | Boris Becker                                       | Stefan Edberg                                      | 6–4, 3–6, 6–3                                      |
| 1987         | Ivan Lendl (4)                                     | Stefan Edberg                                      | 6–4, 7–6                                           |
| 1988         | Ivan Lendl (5)                                     | Kevin Curren                                       | 7–6, 6–2                                           |
| 1989         | Ivan Lendl (6)                                     | John McEnroe                                       | 6–1, 6–3                                           |
| 1990         | Michael Chang                                      | Jay Berger                                         | 4–6, 6–3, 7–6(7–2)                                 |
| 1991         | Andrei Cesnokov                                    | Petr Korda                                         | 3–6, 6–4, 6–3                                      |
| 1992         | Andre Agassi                                       | Ivan Lendl                                         | 3–6, 6–2, 6–0                                      |
| 1993         | Mikael Pernfors                                    | Todd Martin                                        | 2–6, 6–2, 7–5                                      |
| 1994         | Andre Agassi (2)                                   | Jason Stoltenberg                                  | 6–4, 6–4                                           |
| 1995         | Andre Agassi (3)                                   | Pete Sampras                                       | 3–6, 6–2, 6–3                                      |
| 1996         | Wayne Ferreira                                     | Todd Woodbridge                                    | 6–2, 6–4                                           |
| 1997         | Chris Woodruff                                     | Gustavo Kuerten                                    | 7–5, 4–6, 6–3                                      |
| 1998         | Patrick Rafter                                     | Richard Krajicek                                   | 7–6(7–3), 6–4                                      |
| 1999         | Thomas Johansson                                   | Evgheni Kafelnikov                                 | 1–6, 6–3, 6–3                                      |
| 2000         | Marat Safin                                        | Harel Levy                                         | 6–2, 6–3                                           |
| 2001         | Andrei Pavel                                       | Patrick Rafter                                     | 7–6(7–3), 2–6, 6–3                                 |
| 2002         | Guillermo Cañas                                    | Andy Roddick                                       | 6–4, 7–5                                           |
| 2003         | Andy Roddick                                       | David Nalbandian                                   | 6–1, 6–3                                           |
| 2004         | Roger Federer                                      | Andy Roddick                                       | 7–5, 6–3                                           |
| 2005         | Rafael Nadal                                       | Andre Agassi                                       | 6–3, 4–6, 6–2                                      |
| 2006         | Roger Federer (2)                                  | Richard Gasquet                                    | 2–6, 6–3, 6–2                                      |
| 2007         | Novak Đoković                                      | Roger Federer                                      | 7–6(7–2), 2–6, 7–6(7–2)                            |
| 2008         | Rafael Nadal (2)                                   | Nicolas Kiefer                                     | 6–3, 6–2                                           |
| 2009         | Andy Murray                                        | Juan Martín del Potro                              | 6–7(4–7), 7–6(7–3), 6–1                            |
| 2010         | Andy Murray (2)                                    | Roger Federer                                      | 7–5, 7–5                                           |
| 2011         | Novak Đoković (2)                                  | Mardy Fish                                         | 6–2, 3–6, 6–4                                      |
| 2012         | Novak Đoković (3)                                  | Richard Gasquet                                    | 6–3, 6–2                                           |
| 2013         | Rafael Nadal (3)                                   | Milos Raonic                                       | 6–2, 6–2                                           |
| 2014         | Jo-Wilfried Tsonga                                 | Roger Federer                                      | 7–5, 7–6(7–3)                                      |
| 2015         | Andy Murray (3)                                    | Novak Đoković                                      | 6–4, 4–6, 6–3                                      |
| 2016         | Novak Đoković (4)                                  | Kei Nishikori                                      | 6–3, 7–5                                           |
| 2017         | Alexander Zverev                                   | Roger Federer                                      | 6–3, 6–4                                           |
| 2018         | Rafael Nadal (4)                                   | Stefanos Tsitsipas                                 | 6–2, 7–6(7–4)                                      |
| 2019         | Rafael Nadal (5)                                   | Daniil Medvedev                                    | 6–3, 6–0                                           |
| 2020         | Anulat din cauza pandemiei de Covid-19.            | Anulat din cauza pandemiei de Covid-19.            | Anulat din cauza pandemiei de Covid-19.            |
| 2021         | Daniil Medvedev                                    | Reilly Opelka                                      | 6–4, 6–3                                           |
| 2022         | Pablo Carreño Busta                                | Hubert Hurkacz                                     | 3–6, 6–3, 6–3                                      |
| 2023         | Jannik Sinner                                      | Alex de Minaur                                     | 6–4, 6–1                                           |
| 2024         | Alexei Popyrin                                     | Andrei Rubliov                                     | 6–2, 6–4                                           |
| 2025         | Ben Shelton                                        | Karen Haceanov                                     | 6–7(5–7), 6–4, 7–6(7–3)                            |

### Simplu feminin

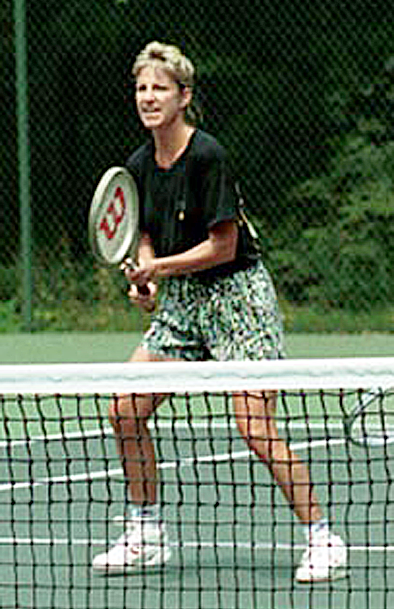
Chris Evert a câștigat acest turneu de patru ori, ultimul fiind în 1985

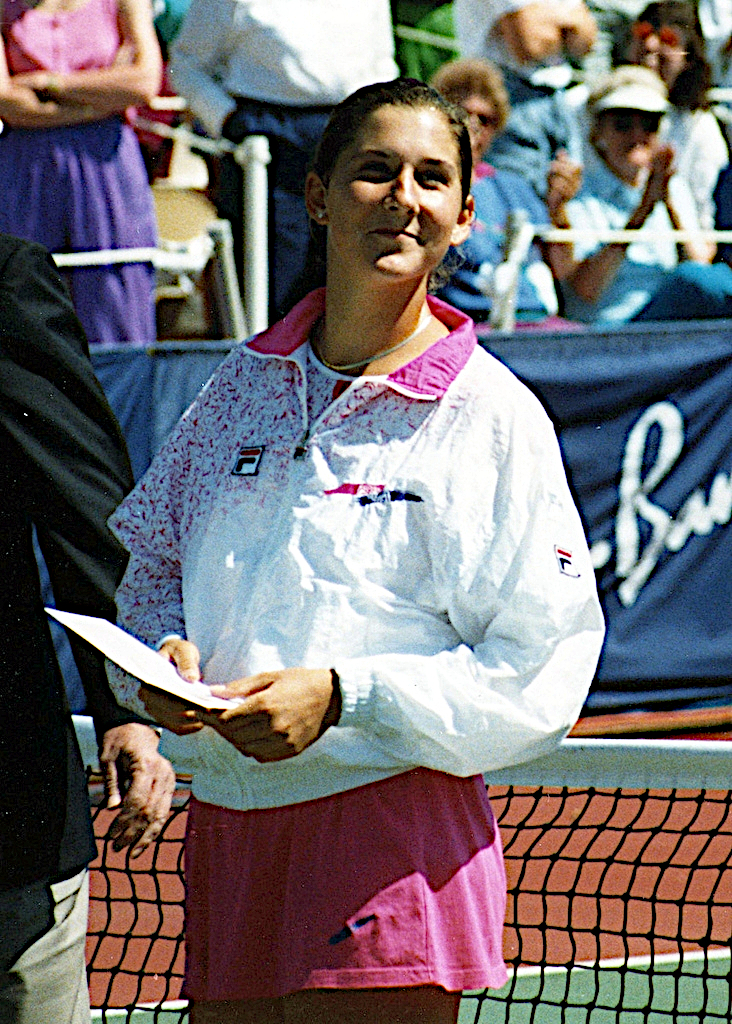
Monica Seleș a câștigat acest turneu de patru ori, ultimul fiind în 1998

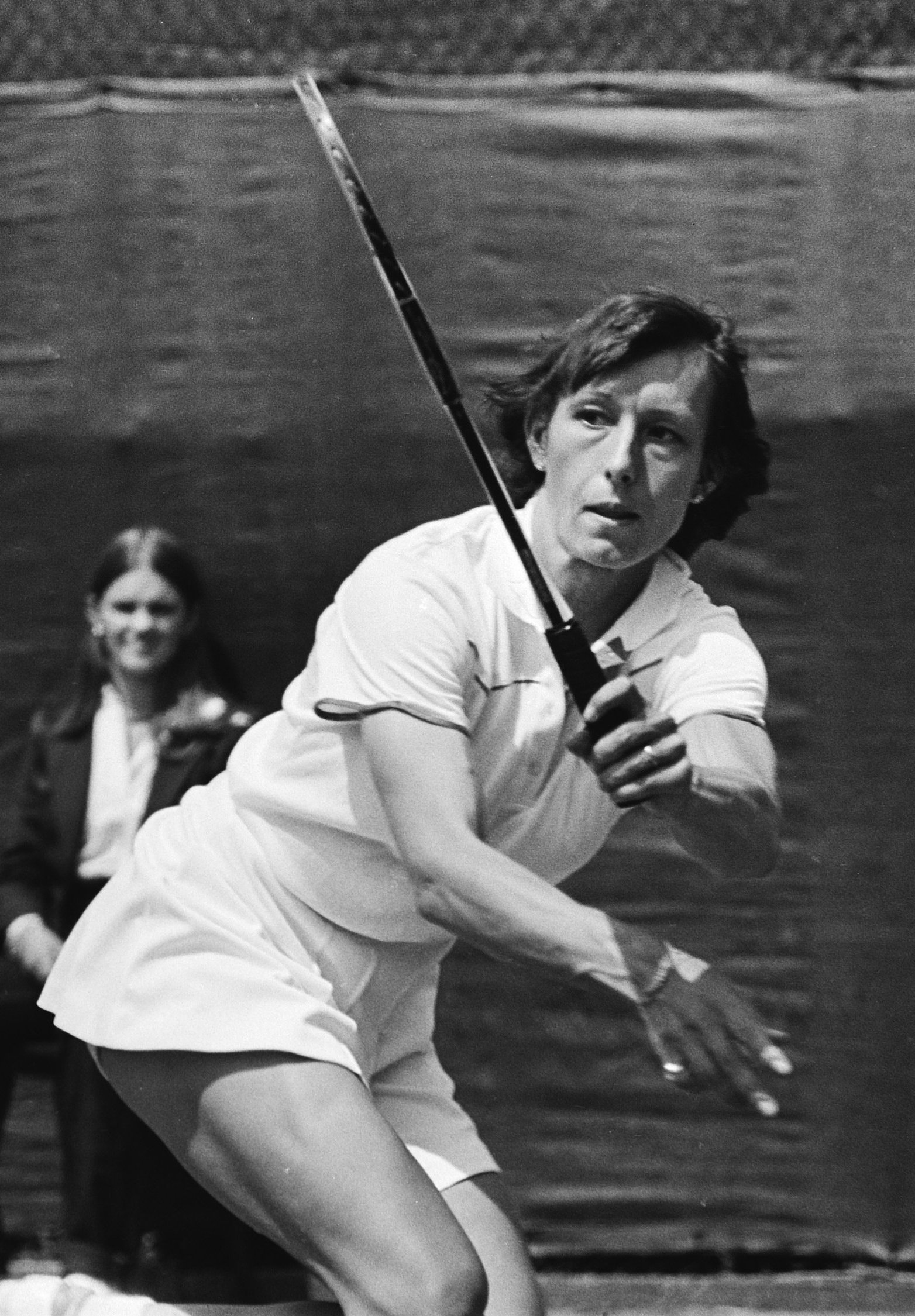
Martina Navratilova a câștigat acest turneu de trei ori, ultimul fiind în 1989

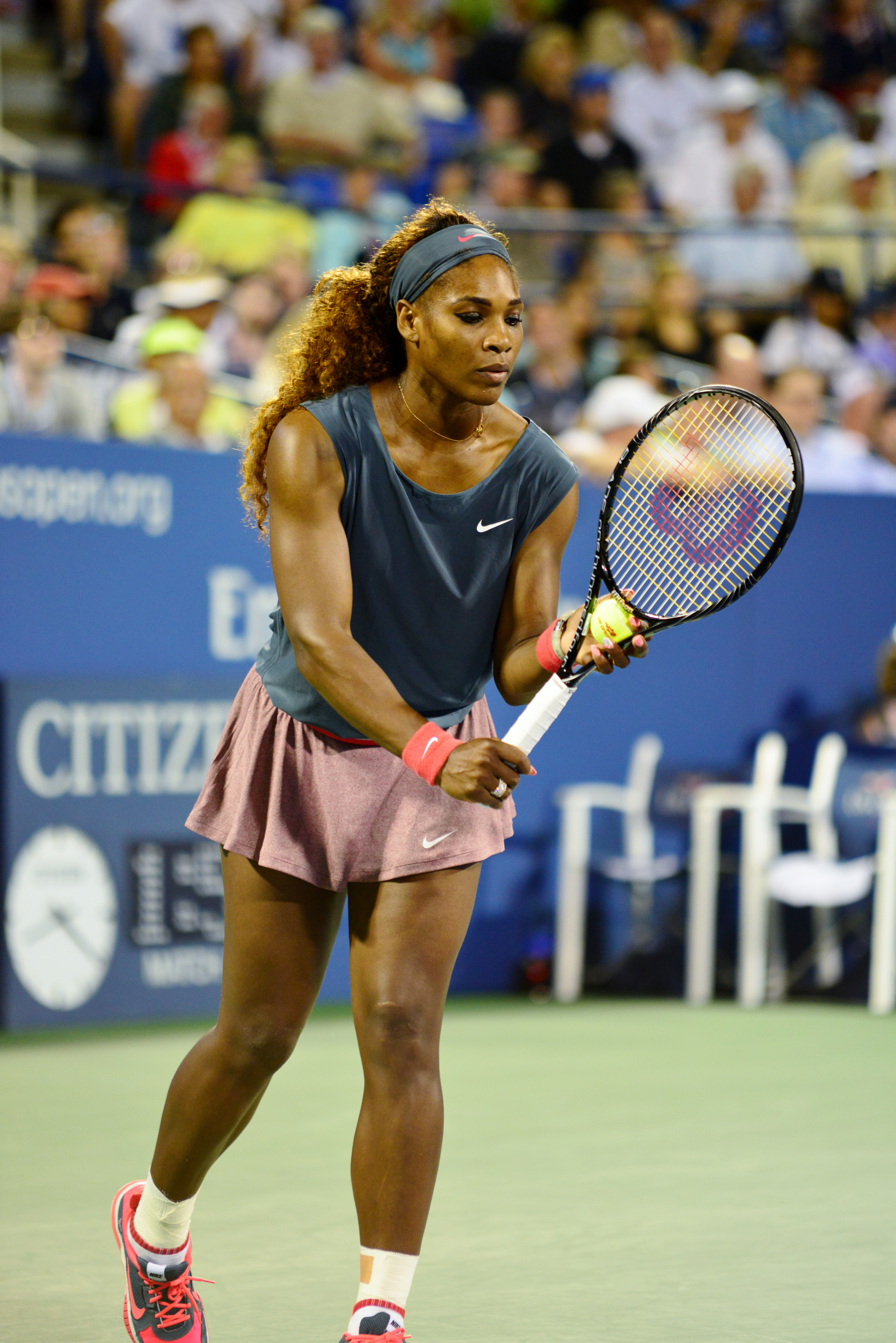
Serena Williams a câștigat acest turneu de trei ori, ultimul fiind în 2013.

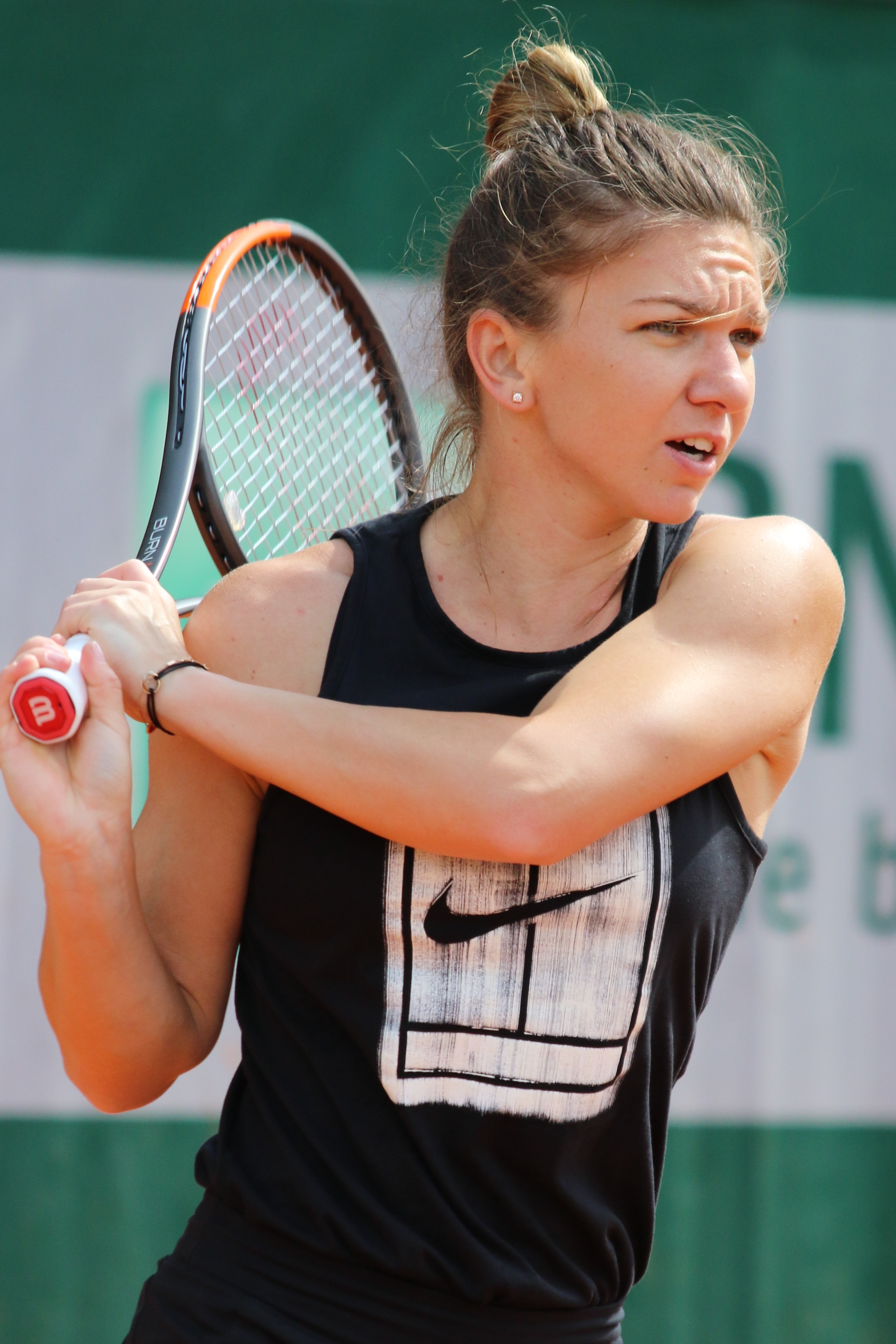
Simona Halep a câștigat acest turneu de trei ori, ultimul fiind în 2022.

| An   | Campioană                                          | Finalistă                                          | Scor                                               |
| ---- | -------------------------------------------------- | -------------------------------------------------- | -------------------------------------------------- |
| 1892 | Maude Delano-Osborne                               | Mrs Sydney Smith                                   | 9–7, 7–9, 6–2, 8–6                                 |
| 1893 | Maude Delano-Osborne (2)                           | Mrs Sydney Smith                                   | 6–8, 6–2, 6–2                                      |
| 1894 | Maude Delano-Osborne (3)                           |                                                    | 3–6, 6–2, 6–1                                      |
| 1895 | Mrs Sydney Smith                                   | Maude Delano-Osborne                               | 3–6, 6–1, 6–3                                      |
| 1896 | Juliette Atkinson                                  | Mrs Sydney Smith                                   | 6–1, 6–2                                           |
| 1897 | Juliette Atkinson (2)                              |                                                    | 6–3, 6–1                                           |
| 1898 | Juliette Atkinson (3)                              | Eustace Smith                                      | 6–4, 6–1                                           |
| 1899 | Violet Summerhayes                                 |                                                    | 6–2, 9–11, 6–3                                     |
| 1900 | Violet Summerhayes (2)                             | Mrs Burgess                                        | 6–8, 6–4, 6–0, 6–4                                 |
| 1901 | Violet Summerhayes (3)                             | Mrs Burgess                                        | 6–3, 2–6, 6–0, 0–6, 9–7                            |
| 1902 | Miss Hague                                         | Violet Summerhayes                                 | 6–0, 6–1                                           |
| 1903 | Violet Summerhayes (4)                             | Mrs Burgess                                        | 1–6, 6–4, 6–2                                      |
| 1904 | Violet Summerhayes (5)                             |                                                    |                                                    |
| 1905 | Nu s-a ținut                                       | Nu s-a ținut                                       | Nu s-a ținut                                       |
| 1906 | Lois Moyes Bickle                                  | Violet Summerhayes                                 | 6–3, 6–3                                           |
| 1907 | Lois Moyes Bickle (2)                              | Miss Hague                                         | 3–6, 6–4, 6–3                                      |
| 1908 | Lois Moyes Bickle (3)                              | Evelyn Clay                                        | 6–2, 6–1                                           |
| 1909 | May Sutton                                         | Edith Boucher Hannam                               | 6–3, 6–3                                           |
| 1910 | Lois Moyes Bickle (4)                              | Rhea Fairbairn                                     | 6–4, 6–0                                           |
| 1911 | Florence Sutton                                    |                                                    |                                                    |
| 1912 | Miss Birch                                         | Miss Beckett                                       | 3–6, 6–3, 7–5                                      |
| 1913 | Lois Moyes Bickle (5)                              | Florence Best                                      | 6–4, 6–4                                           |
| 1914 | Lois Moyes Bickle (6)                              | Florence Best                                      | 6–4, 6–1                                           |
| 1915 | Anulat din cauza Primului Război Mondial           | Anulat din cauza Primului Război Mondial           | Anulat din cauza Primului Război Mondial           |
| 1916 | Anulat din cauza Primului Război Mondial           | Anulat din cauza Primului Război Mondial           | Anulat din cauza Primului Război Mondial           |
| 1917 | Anulat din cauza Primului Război Mondial           | Anulat din cauza Primului Război Mondial           | Anulat din cauza Primului Război Mondial           |
| 1918 | Anulat din cauza Primului Război Mondial           | Anulat din cauza Primului Război Mondial           | Anulat din cauza Primului Război Mondial           |
| 1919 | Marion Zinderstein                                 | Lois Moyes Bickle                                  | 8–6, 6–4                                           |
| 1920 | Lois Moyes Bickle (7)                              | Florence Best                                      |                                                    |
| 1921 | Lois Moyes Bickle (8)                              | Margaret Grove                                     | 6–3, 6–3                                           |
| 1922 | Lois Moyes Bickle (9)                              | Gladys Hutchings                                   | 6–4, 6–1                                           |
| 1923 | Florence Best                                      | M. Brooks                                          | 6–3, 6–3                                           |
| 1924 | Lois Moyes Bickle (10)                             | Marjorie Leeming                                   | 4–6, 6–3, 6–4                                      |
| 1925 | Marjorie Leeming                                   | Mrs H. F. Wright                                   | 7–5, 6–4                                           |
| 1926 | Marjorie Leeming (2)                               | Marjorie Gladman                                   | 6–2, 6–0                                           |
| 1927 | Caroline Swartz                                    | Edith Cross                                        | 6–3, 4–6, 7–5                                      |
| 1928 | Marjorie Gladman                                   | Mary Greef                                         | 5–7, 6–1, 6–1                                      |
| 1929 | Olive Wade                                         | Ruth Riese                                         | 6–0, 1–6, 6–1                                      |
| 1930 | Olive Wade (2)                                     | Marjorie Leeming                                   | 6–4, 2–6, 6–4                                      |
| 1931 | Edith Cross                                        | Marjorie Leeming                                   | 6–2, 6–2                                           |
| 1932 | Olive Wade (3)                                     | Marjorie Leeming                                   | 4–6, 6–4, 6–1                                      |
| 1933 | Gracyn Wheeler                                     | Mary Campbell                                      | 4–6, 6–1, 6–3                                      |
| 1934 | Caroline Deacon                                    | Eleanor Young                                      | 7–5, 6–3                                           |
| 1935 | Margaret Osborne duPont                            | Gussie Raegener                                    | 6–4, 6–2                                           |
| 1936 | Esther Bartosh                                     | Jean Milne                                         | 6–1, 3–6, 6–1                                      |
| 1937 | Evelyn Dearman                                     | Mary Hardwick                                      | (Abandon)                                          |
| 1938 | Rene Bolte                                         | Ruth Porter                                        | 6–4, 6–4                                           |
| 1939 | Elizabeth Blackman                                 | Rene Bolte                                         | 7–5, 7–5                                           |
| 1940 | Eleanor Young                                      | Jean Milne                                         | 7–5, 7–5                                           |
| 1941 | Anulat din cauza celui de-Al Doilea Război Mondial | Anulat din cauza celui de-Al Doilea Război Mondial | Anulat din cauza celui de-Al Doilea Război Mondial |
| 1942 | Anulat din cauza celui de-Al Doilea Război Mondial | Anulat din cauza celui de-Al Doilea Război Mondial | Anulat din cauza celui de-Al Doilea Război Mondial |
| 1943 | Anulat din cauza celui de-Al Doilea Război Mondial | Anulat din cauza celui de-Al Doilea Război Mondial | Anulat din cauza celui de-Al Doilea Război Mondial |
| 1944 | Anulat din cauza celui de-Al Doilea Război Mondial | Anulat din cauza celui de-Al Doilea Război Mondial | Anulat din cauza celui de-Al Doilea Război Mondial |
| 1945 | Anulat din cauza celui de-Al Doilea Război Mondial | Anulat din cauza celui de-Al Doilea Război Mondial | Anulat din cauza celui de-Al Doilea Război Mondial |
| 1946 | Baba Lewis                                         | Noreen Haney                                       | 6–1, 6–3                                           |
| 1947 | Gracyn Wheeler Kelleher (2)                        | Eleanor Young                                      | 6–0, 3–6, 6–0                                      |
| 1948 | Patricia Macken                                    | Elaine Fildes                                      | 2–6, 8–6, 6–2                                      |
| 1949 | Baba Lewis (2)                                     | Patricia Macken                                    | 6–0, 6–1                                           |
| 1950 | Doris Popple                                       | Barbara Knapp                                      | 8–6, 6–8, 7–5                                      |
| 1951 | Lucille Davidson                                   | Pat Lowe                                           | 8–6, 6–1                                           |
| 1952 | Melita Ramírez                                     | Lucille Davidson                                   | 6–4, 6–3                                           |
| 1953 | Melita Ramírez (2)                                 | Thelma Coyne Long                                  | 6–1, 6–3                                           |
| 1954 | Karol Fageros                                      | Ethel Norton                                       | 3–6, 7–5, 6–4                                      |
| 1955 | Hanna Kozeluhova Sladek                            | Connie Bowan                                       | 8–6, 6–0                                           |
| 1956 | Jean Laird                                         | Linda Vail                                         | 4–6, 7–5, 8–6                                      |
| 1957 | Louise Brown                                       | Singeline Boeck                                    | 6–4, 6–3                                           |
| 1958 | Eleanor Dodge                                      | Barbara Browning                                   | 6–3, 6–4                                           |
| 1959 | Mary Martin                                        | Marta Hernández                                    | 6–1, 6–2                                           |
| 1960 | Donna Floyd                                        | Ann Barclay                                        | 7–5, 6–2                                           |
| 1961 | Ann Haydon-Jones                                   | Ann Barclay                                        | 6–4, 6–0                                           |
| 1962 | Ann Barclay                                        | Louise Brown                                       | 6–3, 6–4                                           |
| 1963 | Ann Barclay (2)                                    | Louise Brown                                       | 6–0, 6–1                                           |
| 1964 | Benita Senn                                        | Louise Brown                                       | 6–4, 6–4                                           |
| 1965 | Julie Heldman                                      | Faye Urban                                         | 6–3, 8–6                                           |
| 1966 | Rita Bentley                                       | Susan Butt                                         | 6–3, 6–3                                           |
| 1967 | Kathleen Harter                                    | Rita Bentley                                       | 6–1, 5–7, 7–5                                      |
| 1968 | Jane Bartkowicz                                    | Faye Urban                                         | 6–3, 6–3                                           |
| 1969 | Faye Urban                                         | Vicki Berner                                       | 6–2, 6–0                                           |
| 1970 | Margaret Smith Court                               | Rosemary Casals                                    | 6–8, 6–4, 6–4                                      |
| 1971 | Françoise Dürr                                     | Evonne Goolagong Cawley                            | 6–4, 6–2                                           |
| 1972 | Evonne Goolagong Cawley                            | Virginia Wade                                      | 6–3, 6–1                                           |
| 1973 | Evonne Goolagong Cawley (2)                        | Helga Niessen Masthoff                             | 7–6, 6–4                                           |
| 1974 | Chris Evert                                        | Julie Heldman                                      | 6–0, 6–3                                           |
| 1975 | Marcie Louie                                       | Laura DuPont                                       | 6–1, 4–6, 6–4                                      |
| 1976 | Mima Jaušovec                                      | Lesley Hunt                                        | 6–2, 6–0                                           |
| 1977 | Regina Maršíková                                   | Marise Kruger                                      | 6–4, 4–6, 6–2                                      |
| 1978 | Regina Maršíková (2)                               | Virginia Ruzici                                    | 7–5, 6–7(9–11), 6–2                                |
| 1979 | Laura DuPont                                       | Brigitte Cuypers                                   | 6–4, 6–7, 6–1                                      |
| 1980 | Chris Evert (2)                                    | Virginia Ruzici                                    | 6–3, 6–1                                           |
| 1981 | Tracy Austin                                       | Chris Evert                                        | 6–1, 6–4                                           |
| 1982 | Martina Navratilova                                | Andrea Jaeger                                      | 6–3, 7–5                                           |
| 1983 | Martina Navratilova (2)                            | Chris Evert                                        | 6–4, 4–6, 6–1                                      |
| 1984 | Chris Evert (3)                                    | Alycia Moulton                                     | 6–2, 7–6(7–3)                                      |
| 1985 | Chris Evert (4)                                    | Claudia Kohde-Kilsch                               | 6–2, 6–4                                           |
| 1986 | Helena Suková                                      | Pam Shriver                                        | 6–2, 7–5                                           |
| 1987 | Pam Shriver                                        | Zina Garrison                                      | 6–4, 6–1                                           |
| 1988 | Gabriela Sabatini                                  | Natașa Zvereva                                     | 6–1, 6–2                                           |
| 1989 | Martina Navratilova (3)                            | Arantxa Sánchez Vicario                            | 6–2, 6–2                                           |
| 1990 | Steffi Graf                                        | Katerina Maleeva                                   | 6–1, 6–7(6–8), 6–3                                 |
| 1991 | Jennifer Capriati                                  | Katerina Maleeva                                   | 6–2, 6–3                                           |
| 1992 | Arantxa Sánchez Vicario                            | Monica Seles                                       | 6–3, 4–6, 6–4                                      |
| 1993 | Steffi Graf (2)                                    | Jennifer Capriati                                  | 6–1, 0–6, 6–3                                      |
| 1994 | Arantxa Sánchez Vicario (2)                        | Steffi Graf                                        | 7–5, 1–6, 7–6(7–4)                                 |
| 1995 | Monica Seles                                       | Amanda Coetzer                                     | 6–0, 6–1                                           |
| 1996 | Monica Seles (2)                                   | Arantxa Sánchez Vicario                            | 6–1, 7–6(7–2)                                      |
| 1997 | Monica Seles (3)                                   | Anke Huber                                         | 6–2, 6–4                                           |
| 1998 | Monica Seles (4)                                   | Arantxa Sánchez Vicario                            | 6–3, 6–2                                           |
| 1999 | Martina Hingis                                     | Monica Seles                                       | 6–4, 6–4                                           |
| 2000 | Martina Hingis (2)                                 | Serena Williams                                    | 0–6, 6–3, 3–0 (ret.)                               |
| 2001 | Serena Williams                                    | Jennifer Capriati                                  | 6–1, 6–7(7–9), 6–3                                 |
| 2002 | Amélie Mauresmo                                    | Jennifer Capriati                                  | 6–4, 6–1                                           |
| 2003 | Justine Henin                                      | Lina Krasnoruțkaia                                 | 6–1, 6–0                                           |
| 2004 | Amélie Mauresmo (2)                                | Elena Lihovțeva                                    | 6–1, 6–0                                           |
| 2005 | Kim Clijsters                                      | Justine Henin                                      | 7–5, 6–1                                           |
| 2006 | Ana Ivanović                                       | Martina Hingis                                     | 6–2, 6–3                                           |
| 2007 | Justine Henin (2)                                  | Jelena Janković                                    | 7–6(7–3), 7–5                                      |
| 2008 | Dinara Safina                                      | Dominika Cibulková                                 | 6–2, 6–1                                           |
| 2009 | Elena Dementieva                                   | Maria Șarapova                                     | 6–4, 6–3                                           |
| 2010 | Caroline Wozniacki                                 | Vera Zvonariova                                    | 6–3, 6–2                                           |
| 2011 | Serena Williams (2)                                | Samantha Stosur                                    | 6–4, 6–2                                           |
| 2012 | Petra Kvitová                                      | Li Na                                              | 7–5, 2–6, 6–3                                      |
| 2013 | Serena Williams (3)                                | Sorana Cîrstea                                     | 6–2, 6–0                                           |
| 2014 | Agnieszka Radwańska                                | Venus Williams                                     | 6–4, 6–2                                           |
| 2015 | Belinda Bencic                                     | Simona Halep                                       | 7–6(7–5), 6–7(4–7), 3–0 (ret.)                     |
| 2016 | Simona Halep                                       | Madison Keys                                       | 7–6(7–2), 6–3                                      |
| 2017 | Elina Svitolina                                    | Caroline Wozniacki                                 | 6–4, 6–0                                           |
| 2018 | Simona Halep (2)                                   | Sloane Stephens                                    | 7–6(8–6), 3–6, 6–4                                 |
| 2019 | Bianca Andreescu                                   | Serena Williams                                    | 3–1 (ret.)                                         |
| 2020 | Anulat din cauza pandemiei de Covid-19             | Anulat din cauza pandemiei de Covid-19             | Anulat din cauza pandemiei de Covid-19             |
| 2021 | Camila Giorgi                                      | Karolína Plíšková                                  | 6–3, 7–5                                           |
| 2022 | Simona Halep (3)                                   | Beatriz Haddad Maia                                | 6–3, 2–6, 6–3                                      |
| 2023 | Jessica Pegula                                     | Liudmila Samsonova                                 | 6–1, 6–0                                           |
| 2024 | Jessica Pegula (2)                                 | Amanda Anisimova                                   | 6–3, 2–6, 6–1                                      |
| 2025 | Victoria Mboko                                     | Naomi Osaka                                        | 2–6, 6–4, 6–1                                      |

### Dublu masculin
| An   | Campioni                                           | Finaliști                                          | Scor                                               |
| ---- | -------------------------------------------------- | -------------------------------------------------- | -------------------------------------------------- |
| 1924 | Samuel Hardy George Lott                           | Willard Crocker David R. Morrice                   | 6–?, 6–2, 6–4                                      |
| 1925 | Willard Crocker Jack Wright                        | Wallace Scott Leon Turenne                         | 6–2, 6–2, 0–6, 6–2                                 |
| 1926 | Leon de Turenne John Proctor                       | Howard Langlie Armand Quilman                      | 6–1, 6–3, 6–1                                      |
| 1927 | Bradshaw Harrison Sherman Lockwood                 | Stanley Almquist John Risso                        | 4–6, 6–1, 6–4, 6–2                                 |
| 1928 | Wilmer Allison John Van Ryn                        | Willard Crocker Marcel Rainville                   | 6–1, 6–3, 6–1                                      |
| 1929 | Willard Crocker (2) Jack Wright (2)                | Frank Shields Donald Strachan                      | 6–3, 6–4, 6–0                                      |
| 1930 | J. Gilbert Hall Fritz Mercur                       | Walter Martin Gilbert Nunns                        | 11–9, 6–2, 6–4                                     |
| 1931 | Marcel Rainville Jack Wright (3)                   | Henry Prusoff Laurason Driscoll                    | 7–5, 9–7, 7–5                                      |
| 1932 | George Lott (2) Marcel Rainville (2)               | Walter Martin Gilbert Nunns                        | 7–5, 6–4, 4–6, 6–1                                 |
| 1933 | Martin Kenneally John Murio                        | Mel Draga Wayne Sabin                              | 6–8, 6–4, 8–10, 4–6, 6–3                           |
| 1934 | Phil Castlen Harold Surface                        | Donald Leahong Harry Dayes                         | 9–11, 6–4, 6–4, 6–2                                |
| 1935 | Worth Oswald Charles Weesner                       | Ray Casey John Law                                 | 10–9, 6–2, 10–12, 7–9, 9–7                         |
| 1936 | Charles Church Jack Tidball                        | Verne Hughes Bob Hippenstiel                       | 4–6, 4–6, 6–1, 14–12, 6–4                          |
| 1937 | David M. Jones Walter Martin                       | Bobby Murray Laird Watt                            | 8–6, 9–7, 1–6, 6–2                                 |
| 1938 | Wilmer Allison (2) Frank Parker                    | Bobby Murray Laird Watt                            | 6–0, 6–4, 6–8, 6–3                                 |
| 1939 | Frank Froehling Jr. P. Morey Lewis                 | Bill Pedlar Philip Pearson                         | 6–4, 2–6, 6–4, 6–2                                 |
| 1940 | Philip Pearson Ross Wilson                         | Don McDiarmid Lewis Duff                           | 11–9, 6–3, 6–3                                     |
| 1941 | Anulat din cauza celui de-Al Doilea Război Mondial | Anulat din cauza celui de-Al Doilea Război Mondial | Anulat din cauza celui de-Al Doilea Război Mondial |
| 1942 | Anulat din cauza celui de-Al Doilea Război Mondial | Anulat din cauza celui de-Al Doilea Război Mondial | Anulat din cauza celui de-Al Doilea Război Mondial |
| 1943 | Anulat din cauza celui de-Al Doilea Război Mondial | Anulat din cauza celui de-Al Doilea Război Mondial | Anulat din cauza celui de-Al Doilea Război Mondial |
| 1944 | Anulat din cauza celui de-Al Doilea Război Mondial | Anulat din cauza celui de-Al Doilea Război Mondial | Anulat din cauza celui de-Al Doilea Război Mondial |
| 1945 | Anulat din cauza celui de-Al Doilea Război Mondial | Anulat din cauza celui de-Al Doilea Război Mondial | Anulat din cauza celui de-Al Doilea Război Mondial |
| 1946 | Brendan Macken Jim Macken                          | Edgar Murphy P. Morley Lewis                       | 3–6, 6–1, 6–4, 7–5                                 |
| 1947 | James Evert Jerry Evert                            | Harry Roche James Livingstone                      | 6–2, 6–3, 9–7                                      |
| 1948 | Edgar Lanthier Gordon McNeil                       | Tony Vincent Severre Lie                           | 6–2, 4–6, 3–6, 6–4, 6–4                            |
| 1949 | Edgar Lanthier (2) Gordon McNeil (2)               | Walter Stohlberg Maine Stohlberg                   | 6-1, 1-6, 6-3, 6-2                                 |
| 1950 | Robert Abdesselam Jean Ducos                       | George Robinson Henry Rochon                       | 6–3, 6–3, 6–3                                      |
| 1951 | Brendan Macken (2) Lorne Main                      | Tony Vincent Seymour Greenberg                     | 6–0, 6–4, 6–1                                      |
| 1952 | Kurt Nielsen Dick Savitt                           | Art Larsen Noel Brown                              | 6–3, 6–2, 6–3                                      |
| 1953 | Rex Hartwig Mervyn Rose                            | George Worthington Tony Vincent                    | 7–5, 3–6, 6–3, 6–2                                 |
| 1954 | Luis Ayala Lorne Main (2)                          | Bernard Bartzen Andy Paton, Jr.                    | 6–4, 6–4, 6–1                                      |
| 1955 | Robert Bédard Donald Fontana                       | Monterealer Larry Barclay Paul Willey              | 6–4, 8–6, 6–4                                      |
| 1956 | Earl Baumgardner Noel Brown                        | Robert Bédard Donald Fontana                       | 3–6, 6–3, 7–5, 6–4                                 |
| 1957 | Robert Bédard (2) Donald Fontana (2)               | Armando Vieira Carlos Fernandez                    | 14–10, 6–3, 12–10                                  |
| 1958 | Robert Howe Whitney Reed                           | Robert Bédard Donald Fontana                       | 9–7, 7–5, 6–4                                      |
| 1959 | Robert Bédard (3) Donald Fontana (3)               | Orlando Garrido Eduardo Zuleta                     | 6–3, 1–6, 6–3, 2–6, 6–1                            |
| 1960 | Ladislav Legenstein Peter Scholl                   | Warren Woodcock Whitney Reed                       | 6–4, 6–3, 6–4                                      |
| 1961 | Whitney Reed (2) Mike Sangster                     | Robert Bédard Donald Fontana                       | 7–5, 13–11, 4–6, 6–4                               |
| 1962 | William Hoogs Jim McManus                          | Rod Mandelstam Don Russell                         | 6–1, 3–6, 10–8, 6–2                                |
| 1963 | Marcelo Lara Joaquin Loyo Mayo                     | Keith Carpenter Tom Brown                          | 4–6, 7–5, 3–6, 7–5, 10–8                           |
| 1964 | Roy Emerson Fred Stolle                            | Tony Roche John Newcombe                           | 3–6, 6–2, 6–2, 6–1                                 |
| 1965 | Ron Holmberg Lester Sack                           | Robert Bédard Donald Fontana                       | 6–2, 3–6, 1–6, 6–3                                 |
| 1966 | Keith Carpenter Michael Carpenter                  | Robert Potthast Allan Stone                        | 11–9, 4–6, 6–4, 16–14                              |
| 1967 | Roy Emerson (2) Manuel Santana                     | Torben Ulrich Jaidip Mukerjea                      | 4–6, 6–2, 6–3                                      |
| 1968 | Harry Fauquier John Sharpe                         | Marcelo Lara Jasjit Singh                          | 6–1, 6–3, 4–6, 6–3                                 |
| 1969 | Ron Holmberg (2) John Newcombe                     | Earl Butch Buchholz Raymond Moore                  | 6–3, 6–4                                           |
| 1970 | Bill Bowrey Marty Riessen                          | Cliff Drysdale Fred Stolle                         | 6–3, 6–2                                           |
| 1971 | Tom Okker Marty Riessen (2)                        | Arthur Ashe Dennis Ralston                         | 6–3, 6–3, 6–1                                      |
| 1972 | Ilie Năstase Ion Țiriac                            | Jan Kodeš Jan Kukal                                | 7–6, 6–3                                           |
| 1973 | Rod Laver Ken Rosewall                             | Owen Davidson John Newcombe                        | 7–5, 7–6                                           |
| 1974 | Manuel Orantes Guillermo Vilas                     | Jürgen Fassbender Hans-Jürgen Pohmann              | 6–1, 2–6, 6–2                                      |
| 1975 | Cliff Drysdale Raymond Moore                       | Jan Kodeš Ilie Năstase                             | 6–4, 5–7, 7–6                                      |
| 1976 | Bob Hewitt Raúl Ramírez                            | Juan Gisbert, Sr. Manuel Orantes                   | 6–2, 6–1                                           |
| 1977 | Bob Hewitt (2) Raúl Ramírez (2)                    | Fred McNair Sherwood Stewart                       | 6–4, 3–6, 6–2                                      |
| 1978 | Wojtek Fibak Tom Okker (2)                         | Colin Dowdeswell Heinz Günthardt                   | 6–3, 7–6                                           |
| 1979 | Peter Fleming John McEnroe                         | Heinz Günthardt Bob Hewitt                         | 6–7, 7–6, 6–1                                      |
| 1980 | Bruce Manson Brian Teacher                         | Heinz Günthardt Sandy Mayer                        | 6–3, 3–6, 6–4                                      |
| 1981 | Raúl Ramírez (3) Ferdi Taygan                      | Peter Fleming John McEnroe                         | 2–6, 7–6, 6–4                                      |
| 1982 | Steve Denton Mark Edmondson                        | Peter Fleming John McEnroe                         | 6–7, 7–5, 6–2                                      |
| 1983 | Sandy Mayer Ferdi Taygan (2)                       | Tim Gullikson Tom Gullikson                        | 6–3, 6–4                                           |
| 1984 | Peter Fleming (2) John McEnroe (2)                 | John Fitzgerald Kim Warwick                        | 6–4, 6–2                                           |
| 1985 | Ken Flach Robert Seguso                            | Stefan Edberg Anders Järryd                        | 5–7, 7–6, 6–3                                      |
| 1986 | Chip Hooper Mike Leach                             | Boris Becker Slobodan Živojinović                  | 6–7, 6–3, 6–3                                      |
| 1987 | Pat Cash Stefan Edberg                             | Peter Doohan Laurie Warder                         | 6–7, 6–3, 6–4                                      |
| 1988 | Ken Flach (2) Robert Seguso (2)                    | Andrew Castle Tim Wilkison                         | 7–6(7–3), 6–3                                      |
| 1989 | Kelly Evernden Todd Witsken                        | Charles Beckman Shelby Cannon                      | 6–3, 6–3                                           |
| 1990 | Paul Annacone David Wheaton                        | Broderick Dyke Peter Lundgren                      | 6–1, 7–6                                           |
| 1991 | Patrick Galbraith Todd Witsken (2)                 | Grant Connell Glenn Michibata                      | 6–4, 3–6, 6–1                                      |
| 1992 | Patrick Galbraith (2) Danie Visser                 | Andre Agassi John McEnroe                          | 6–4, 6–4                                           |
| 1993 | Jim Courier Mark Knowles                           | Glenn Michibata David Pate                         | 6–4, 7–6                                           |
| 1994 | Byron Black Jonathan Stark                         | Patrick McEnroe Jared Palmer                       | 6–4, 6–4                                           |
| 1995 | Evgheni Kafelnikov Andrei Olhovski                 | Brian MacPhie Sandon Stolle                        | 6–2, 6–2                                           |
| 1996 | Patrick Galbraith (3) Paul Haarhuis                | Mark Knowles Daniel Nestor                         | 7–6, 6–3                                           |
| 1997 | Mahesh Bhupathi Leander Paes                       | Sébastien Lareau Alex O'Brien                      | 7–6, 6–3                                           |
| 1998 | Martin Damm Jim Grabb                              | Ellis Ferreira Rick Leach                          | 6–7, 6–2, 7–6                                      |
| 1999 | Jonas Björkman Patrick Rafter                      | Byron Black Wayne Ferreira                         | 7–6(7–5), 6–4                                      |
| 2000 | Sébastien Lareau Daniel Nestor                     | Joshua Eagle Andrew Florent                        | 6–3, 7–6(7–3)                                      |
| 2001 | Jiří Novák David Rikl                              | Donald Johnson Jared Palmer                        | 6–4, 3–6, 6–3                                      |
| 2002 | Bob Bryan Mike Bryan                               | Mark Knowles Daniel Nestor                         | 4–6, 7–6(7–1), 6–3                                 |
| 2003 | Mahesh Bhupathi (2) Max Mirnîi                     | Jonas Björkman Todd Woodbridge                     | 6–3, 7–6(7–4)                                      |
| 2004 | Mahesh Bhupathi (3) Leander Paes (2)               | Jonas Björkman Max Mirnîi                          | 6–4, 6–2                                           |
| 2005 | Wayne Black Kevin Ullyett                          | Jonathan Erlich Andy Ram                           | 6–7(5–7), 6–3, 6–0                                 |
| 2006 | Bob Bryan (2) Mike Bryan (2)                       | Paul Hanley Kevin Ullyett                          | 6–3, 7–5                                           |
| 2007 | Mahesh Bhupathi (4) Pavel Vízner                   | Paul Hanley Kevin Ullyett                          | 6–4, 6–4                                           |
| 2008 | Daniel Nestor (2) Nenad Zimonjić                   | Bob Bryan Mike Bryan                               | 6–2, 4–6, [10–6]                                   |
| 2009 | Mahesh Bhupathi (5) Mark Knowles (2)               | Max Mirnîi Andy Ram                                | 6–4, 6–3                                           |
| 2010 | Bob Bryan (3) Mike Bryan (3)                       | Julien Benneteau Michaël Llodra                    | 7–5, 6–3                                           |
| 2011 | Michaël Llodra Nenad Zimonjić (2)                  | Bob Bryan Mike Bryan                               | 6–4, 6–7(5–7), [10–5]                              |
| 2012 | Bob Bryan (4) Mike Bryan (4)                       | Marcel Granollers Marc López                       | 6–1, 4–6, [12–10]                                  |
| 2013 | Alexander Peya Bruno Soares                        | Colin Fleming Andy Murray                          | 6–4, 7–6(7–4)                                      |
| 2014 | Alexander Peya (2) Bruno Soares (2)                | Ivan Dodig Marcelo Melo                            | 6–4, 6–3                                           |
| 2015 | Bob Bryan (5) Mike Bryan (5)                       | Daniel Nestor Édouard Roger-Vasselin               | 7–6(7–5), 3–6, [10–6]                              |
| 2016 | Ivan Dodig Marcelo Melo                            | Jamie Murray Bruno Soares                          | 6–4, 6–4                                           |
| 2017 | Pierre-Hugues Herbert Nicolas Mahut                | Rohan Bopanna Ivan Dodig                           | 6–4, 3–6, [10–6]                                   |
| 2018 | Henri Kontinen John Peers                          | Raven Klaasen Michael Venus                        | 6–2, 6–7(7–9), [10–6]                              |
| 2019 | Marcel Granollers Horacio Zeballos                 | Robin Haase Wesley Koolhof                         | 7–5, 7–5                                           |
| 2020 | Anulat din cauza pandemiei de Covid-19             | Anulat din cauza pandemiei de Covid-19             | Anulat din cauza pandemiei de Covid-19             |
| 2021 | Rajeev Ram Joe Salisbury                           | Nikola Mektić Mate Pavić                           | 6–3, 4–6, [10–3]                                   |
| 2022 | Wesley Koolhof Neal Skupski                        | Dan Evans John Peers                               | 6–2, 4–6, [10–6]                                   |
| 2023 | Marcelo Arévalo Jean-Julien Rojer                  | Rajeev Ram Joe Salisbury                           | 6–3, 6–1                                           |
| 2024 | Marcel Granollers (2) Horacio Zeballos (2)         | Rajeev Ram Joe Salisbury                           | 6–2, 7–6(7–4)                                      |
| 2025 | Julian Cash Lloyd Glasspool                        | Joe Salisbury Neal Skupski                         | 6–3, 6–7(5–7), [13–11]                             |

### Dublu feminin
| An   | Campioane                                          | Finaliste                                  | Scor                                   |
| ---- | -------------------------------------------------- | ------------------------------------------ | -------------------------------------- |
| 1968 | Vicki Berner Faye Urban                            | Jane O'Hara Vivienne Strong                | 6–2, 6–3                               |
| 1969 | Brenda Nunns Faye Urban (2)                        | Jane O'Hara Vivienne Strong                | 6–1, 6–1                               |
| 1970 | Rosemary Casals Margaret Court                     | Helen Gourlay Patricia Walkden             | 6–0, 6–1                               |
| 1971 | Rosemary Casals (2) Françoise Dürr                 | Evonne Goolagong Lesley Turner Bowrey      | 6–3, 6–3                               |
| 1972 | Margaret Court (2) Evonne Goolagong                | Brenda Kirk Patricia Walkden               | 3–6, 6–3, 7–5                          |
| 1973 | Evonne Goolagong (2) Peggy Michel                  | Helga Niessen Masthoff Martina Navratilova | 6–3, 6–2                               |
| 1974 | Julie Heldman Gail Sherriff Chanfreau              | Chris Evert Jeanne Evert                   | 6–3, 6–4                               |
| 1975 | Julie Anthony Margaret Court (3)                   | JoAnne Russell Jane Stratton               | 6–2, 6–4                               |
| 1976 | Janet Newberry Cynthia Doerner                     | Sue Barker Pam Teeguarden                  | 6–7, 6–3, 6–1                          |
| 1977 | Delina Boshoff Ilana Kloss                         | Rosemary Casals Evonne Goolagong Cawley    | 6–2, 6–3                               |
| 1978 | Regina Maršíková Pam Teeguarden                    | Chris O'Neil Paula Smith                   | 5–7, 6–4, 6–2                          |
| 1979 | Lea Antonoplis Diane Evers                         | Chris O'Neil Mimmi Wikstedt                | 2–6, 6–1, 6–3                          |
| 1980 | Andrea Jaeger Regina Maršíková (2)                 | Ann Kiyomura Betsy Nagelsen                | 6–1, 6–3                               |
| 1981 | Martina Navratilova Pam Shriver                    | Candy Reynolds Anne Smith                  | 7–6, 7–6                               |
| 1982 | Martina Navratilova (2) Candy Reynolds             | Barbara Potter Sharon Walsh                | 6–4, 6–4                               |
| 1983 | Anne Hobbs Andrea Jaeger (2)                       | Rosalyn Fairbank Candy Reynolds            | 6–4, 5–7, 7–5                          |
| 1984 | Kathy Jordan Elizabeth Sayers                      | Claudia Kohde-Kilsch Hana Mandlíková       | 6–1, 6–2                               |
| 1985 | Gigi Fernández Martina Navratilova (3)             | Marcella Mesker Pascale Paradis            | 6–4, 6–0                               |
| 1986 | Zina Garrison Gabriela Sabatini                    | Pam Shriver Helena Suková                  | 7–6(7–2), 5–7, 6–4                     |
| 1987 | Zina Garrison (2) Lori McNeil                      | Claudia Kohde-Kilsch Helena Suková         | 6–1, 6–2                               |
| 1988 | Jana Novotná Helena Suková                         | Zina Garrison Pam Shriver                  | 7–6(7–2), 7–6(8–6)                     |
| 1989 | Gigi Fernández (2) Robin White                     | Martina Navratilova Larisa Neiland         | 6–1, 7–5                               |
| 1990 | Betsy Nagelsen Gabriela Sabatini (2)               | Helen Kelesi Raffaella Reggi               | 3–6, 6–2, 6–2                          |
| 1991 | Larisa Neiland Natalia Zvereva                     | Claudia Kohde-Kilsch Helena Suková         | 1–6, 7–5, 6–2                          |
| 1992 | Lori McNeil (2) Rennae Stubbs                      | Gigi Fernández Natalia Zvereva             | 3–6, 7–5, 7–5                          |
| 1993 | Larisa Neiland (2) Jana Novotná (2)                | Arantxa Sánchez Vicario Helena Suková      | 6–1, 6–2                               |
| 1994 | Meredith McGrath Arantxa Sánchez Vicario           | Pam Shriver Elizabeth Sayers Smylie        | 2–6, 6–2, 6–4                          |
| 1995 | Gabriela Sabatini (3) Brenda Schultz-McCarthy      | Martina Hingis Iva Majoli                  | 4–6, 6–0, 6–3                          |
| 1996 | Arantxa Sánchez Vicario (2) Larisa Neiland (3)     | Mary Joe Fernández Helena Suková           | 7–6(7–1), 6–1                          |
| 1997 | Yayuk Basuki Caroline Vis                          | Nicole Arendt Manon Bollegraf              | 3–6, 7–5, 6–4                          |
| 1998 | Martina Hingis Jana Novotná (3)                    | Yayuk Basuki Caroline Vis                  | 6–3, 6–4                               |
| 1999 | Jana Novotná (4) Mary Pierce                       | Larisa Neiland Arantxa Sánchez Vicario     | 6–3, 2–6, 6–3                          |
| 2000 | Martina Hingis (2) Nathalie Tauziat                | Julie Halard-Decugis Ai Sugiyama           | 6–3, 3–6, 6–4                          |
| 2001 | Kimberly Po-Messerli Nicole Pratt                  | Tina Križan Katarina Srebotnik             | 6–3, 6–1                               |
| 2002 | Virginia Ruano Pascual Paola Suárez                | Rika Fujiwara Ai Sugiyama                  | 6–4, 7–6(7–4)                          |
| 2003 | Svetlana Kuznețova Martina Navratilova (4)         | María Vento-Kabchi Angelique Widjaja       | 3–6, 6–1, 6–1                          |
| 2004 | Shinobu Asagoe Ai Sugiyama                         | Liezel Horn Huber Tamarine Tanasugarn      | 6–0, 6–3                               |
| 2005 | Anna-Lena Grönefeld Martina Navratilova (5)        | Conchita Martínez Virginia Ruano Pascual   | 5–7, 6–3, 6–4                          |
| 2006 | Martina Navratilova (6) Nadia Petrova              | Cara Black Anna-Lena Grönefeld             | 6–1, 6–2                               |
| 2007 | Katarina Srebotnik Ai Sugiyama (2)                 | Cara Black Liezel Horn Huber               | 6–4, 2–6, [10–5]                       |
| 2008 | Cara Black Liezel Horn Huber                       | Maria Kirilenko Flavia Pennetta            | 6–1, 6–1                               |
| 2009 | Nuria Llagostera Vives María José Martínez Sánchez | Samantha Stosur Rennae Stubbs              | 2–6, 7–5, [11–9]                       |
| 2010 | Gisela Dulko Flavia Pennetta                       | Květa Peschke Katarina Srebotnik           | 7–5, 3–6, [12–10]                      |
| 2011 | Liezel Huber (2) Lisa Raymond                      | Victoria Azarenka Maria Kirilenko          | (abandon)                              |
| 2012 | Klaudia Jans-Ignacik Kristina Mladenovic           | Nadia Petrova Katarina Srebotnik           | 7–5, 2–6, [10–7]                       |
| 2013 | Jelena Janković Katarina Srebotnik (2)             | Anna-Lena Grönefeld Květa Peschke          | 5–7, 6–2, [10–6]                       |
| 2014 | Sara Errani Roberta Vinci                          | Cara Black Sania Mirza                     | 7–6(7–4), 6–3                          |
| 2015 | Bethanie Mattek-Sands Lucie Šafářová               | Caroline Garcia Katarina Srebotnik         | 6–1, 6–2                               |
| 2016 | Ekaterina Makarova Elena Vesnina                   | Simona Halep Monica Niculescu              | 6–3, 7–6(7–5)                          |
| 2017 | Ekaterina Makarova (2) Elena Vesnina (2)           | Anna-Lena Grönefeld Květa Peschke          | 6–0, 6–4                               |
| 2018 | Ashleigh Barty Demi Schuurs                        | Latisha Chan Ekaterina Makarova            | 4–6, 6–3, [10–8]                       |
| 2019 | Barbora Krejčíková Kateřina Siniaková              | Anna-Lena Grönefeld Demi Schuurs           | 7–5, 6–0                               |
| 2020 | Anulat din cauza pandemiei de Covid-19             | Anulat din cauza pandemiei de Covid-19     | Anulat din cauza pandemiei de Covid-19 |
| 2021 | Gabriela Dabrowski Luisa Stefani                   | Darija Jurak Andreja Klepač                | 6–3, 6–4                               |
| 2022 | Coco Gauff Jessica Pegula                          | Nicole Melichar-Martinez Ellen Perez       | 6–4, 6–7(5–7), [10–5]                  |
| 2023 | Shuko Aoyama Ena Shibahara                         | Desirae Krawczyk Demi Schuurs              | 6–4, 4–6, [13–11]                      |
| 2024 | Desirae Krawczyk Caroline Dolehide                 | Gabriela Dabrowski Erin Routliffe          | 7–6(7–2), 3–6, [10–7]                  |
| 2025 | Coco Gauff (2) McCartney Kessler                   | Taylor Townsend Zhang Shuai                | 6–4, 1–6, [13–11]                      |

## Recorduri
Sursă: The Tennis Base

### Simplu masculin
| Cele mai multe titluri                       | Ivan Lendl                        | 6                              |
| Cele mai multe finale                        | Ivan Lendl                        | 9                              |
| Cele mai multe titluri consecutive           | Charles Smith Hyman (1886 - 1889) | 4                              |
| Cele mai multe finale consecutive            | Charles Smith Hyman (1886 - 1889) | 4                              |
| Cele mai multe finale consecutive            | Beals Wright (1901 - 1904)        | 4                              |
| Cele mai multe finale consecutive            | James F. Foulkes (1907 - 1910)    | 4                              |
| Cele mai multe meciuri jucate                | Ivan Lendl                        | 66                             |
| Cele mai multe meciuri câștigate             | Ivan Lendl                        | 57                             |
| Cele mai multe meciuri consecutive câștigate | Ivan Lendl                        | 18                             |
| Cele mai multe ediții jucate                 | Robert Bédard                     | 17                             |
| Cel mai tânăr campion                        | Frank Parker                      | 16 ani, 5 luni, 25 zile (1932) |
| Cel mai în vârstă campion                    | James F. Foulkes                  | 38 ani, 3 luni, 23 zile (1910) |

## Galerie

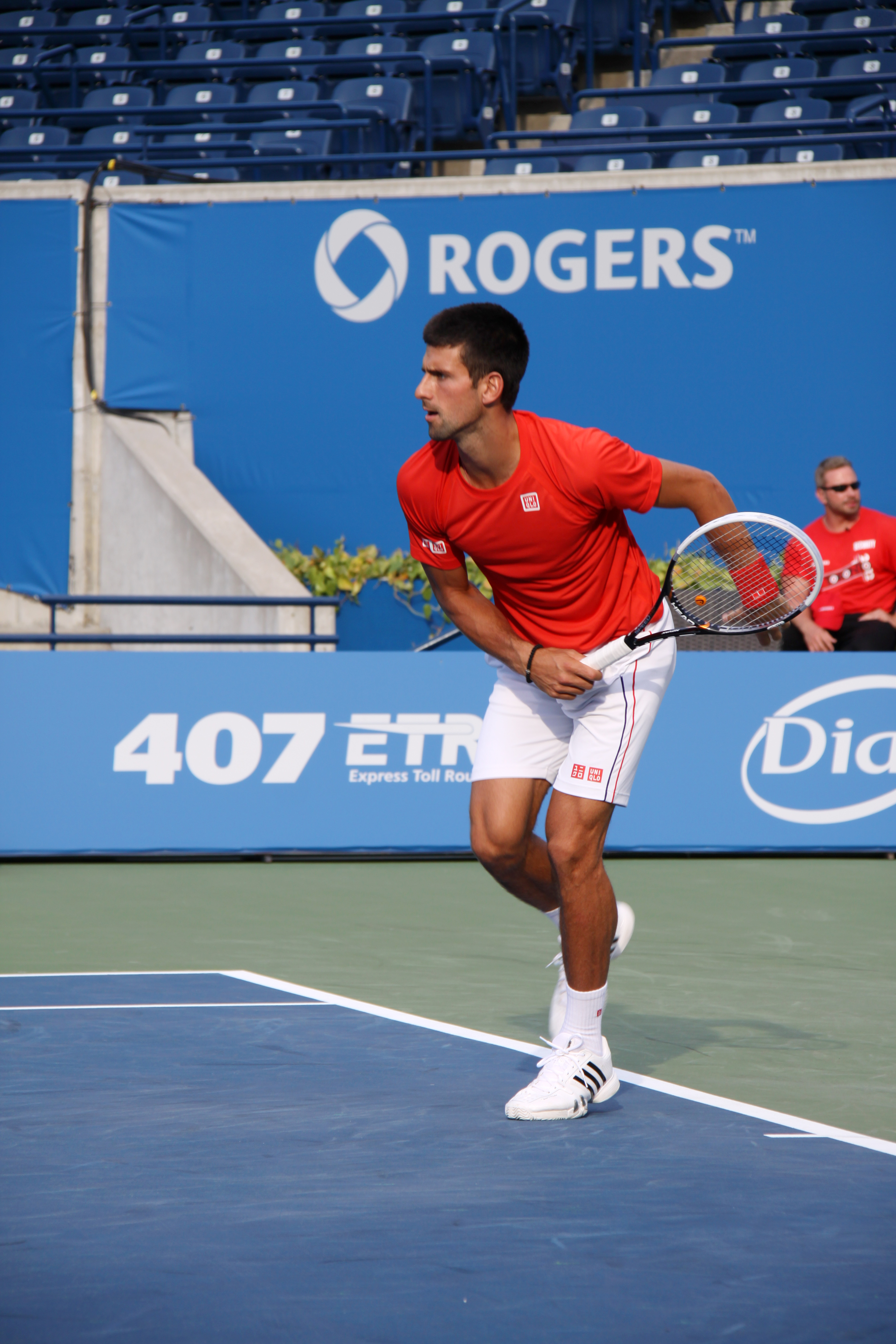
Novak Djoković
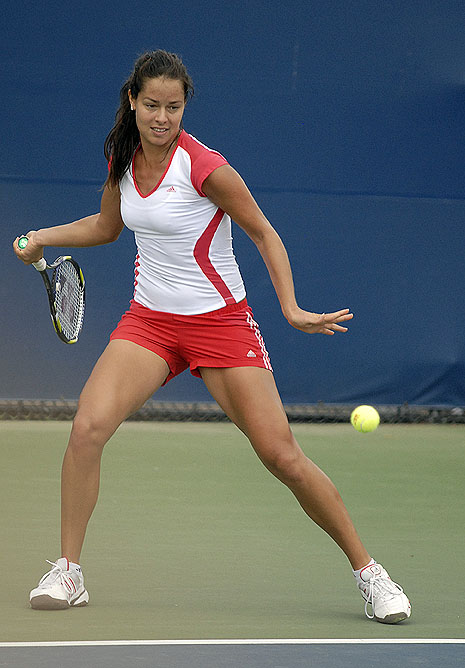
Ana Ivanović
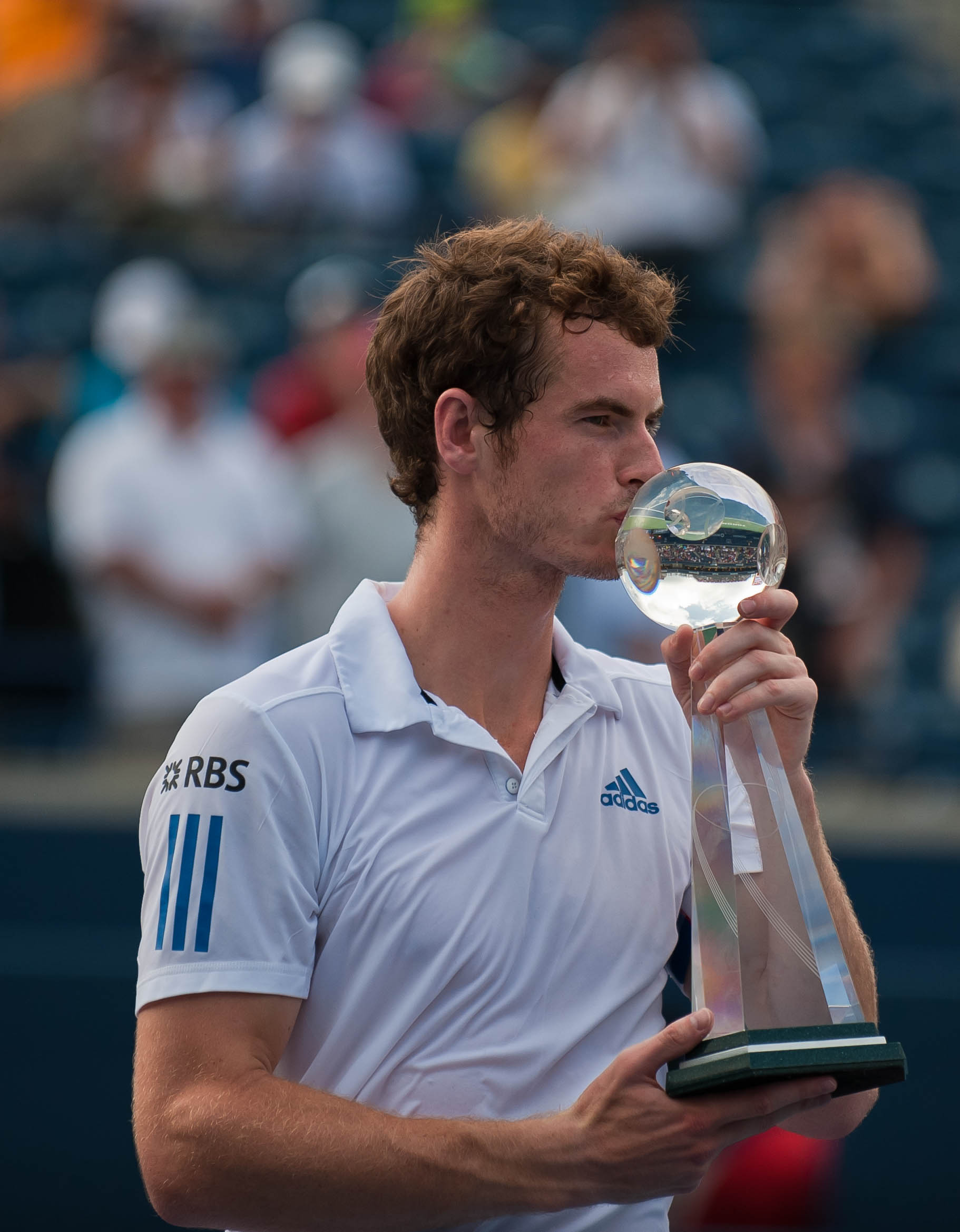
Andy Murray
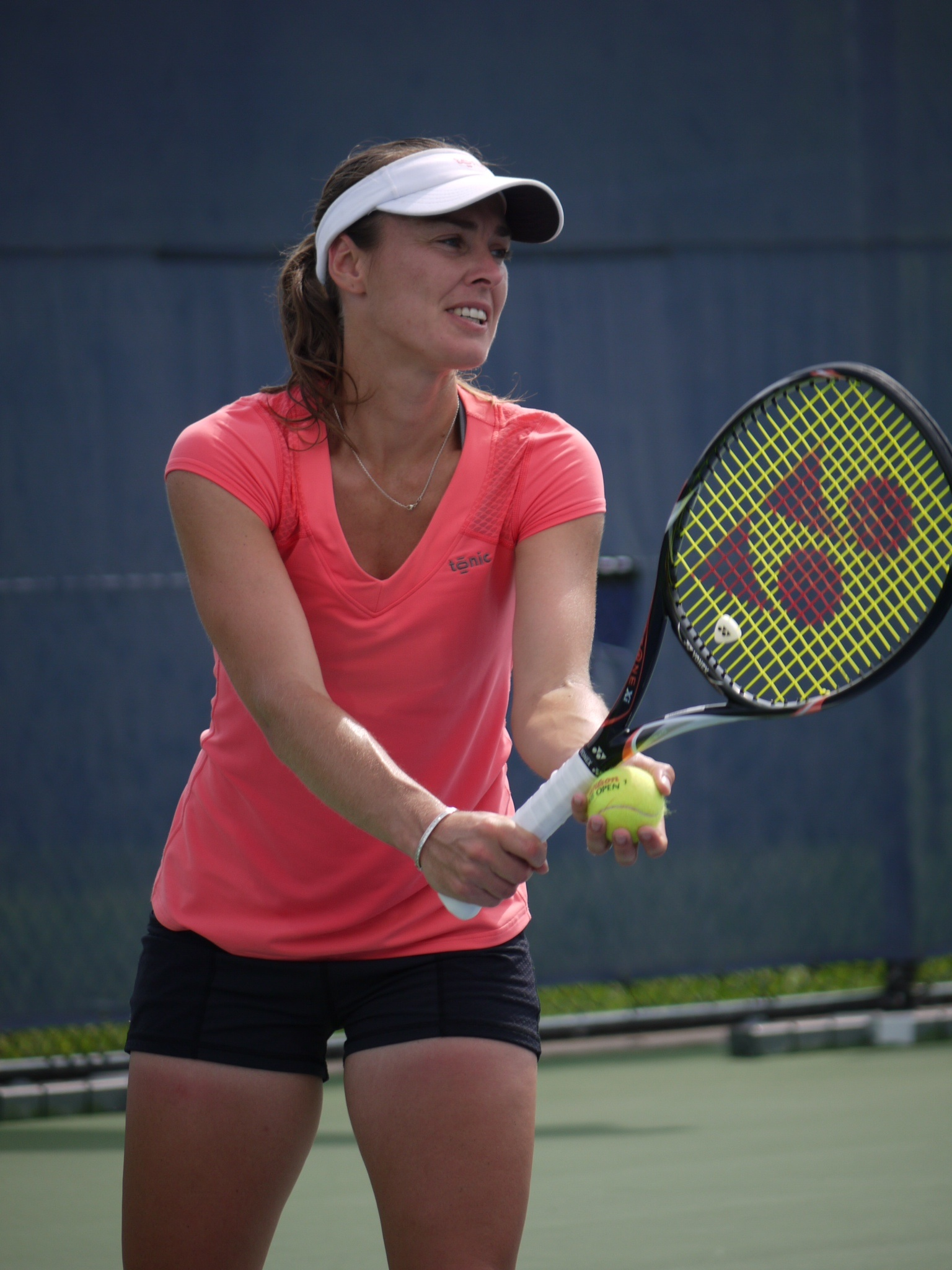
Martina Hingis
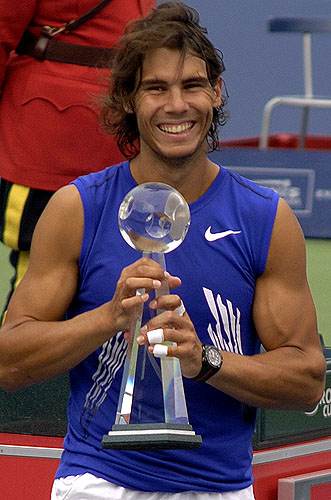
Rafael Nadal
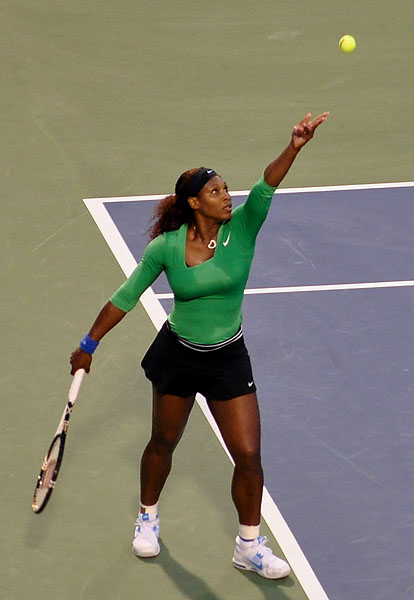
Serena Williams
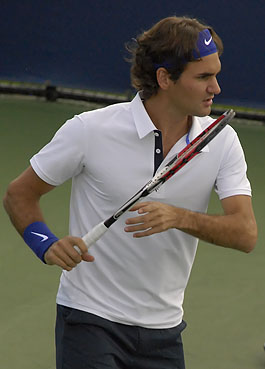
Roger Federer
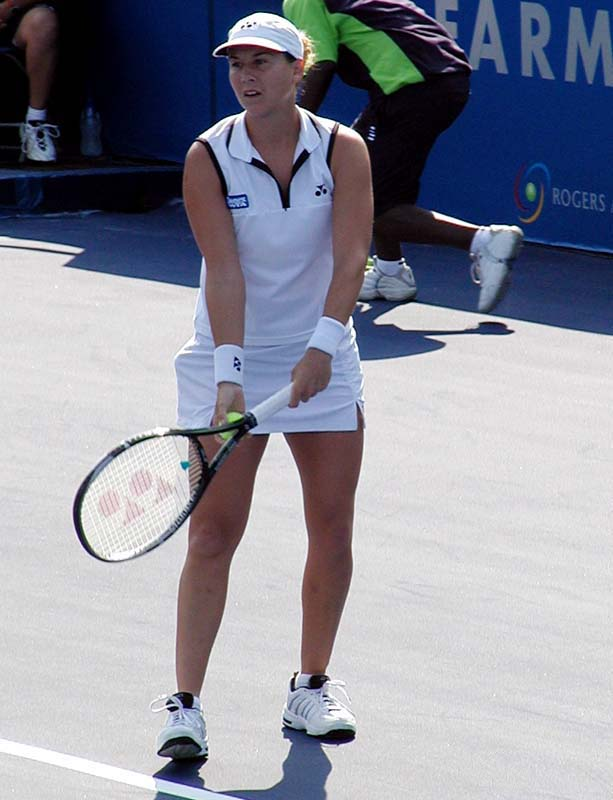
Monica Seleș